# Ebeljahski zaljev
Ebeljahski zaljev (rus. Эбеляхская губа) je zaljev u Laptevskom moru. Nalazi se u Ust-Janskom rajonu, Jakutija, Rusija.

## Geografija
Zaljev se nalazi istočno od regije Janskog zaljeva  i jugozapadno od Tjesnaca Dmitrija Lapteva. Širok je 36 km i široko otvoren prema sjeverozapadu. Na sjeveru je ograničen rtom Svjatoj Nos, istaknutim rtom.
Ovaj se zaljev nalazi u golemom močvarnom području. Jezero Bustah, najveće jezero u susjednom području, nalazi se 37 km u unutrašnjosti od obala zaljeva. Zbog svog sjevernog položaja, zaljev je prekriven ledom veći dio godine.